# متسافت
مثسافت (انگلیسی: Mathsoft) شرکت نرم‌افزار آمریکایی است، که در سال ۱۹۸۴ توسط آلن رازدوو و دیوید بلوم برای ارائه برنامه ریاضی به دانش آموزان، معلمان و متخصصان تاسیس شد. این شرکت بیشتر به دلیل نرم افزار مث‌کد (برنامه‌ای برای حل و تجسم مسائل ریاضیات) شناخته می‌شود. این شرکت همچنین بسته‌های آموزشی ریاضیات و علوم خود را با هدف آموزش تعاملی این موضوعات به دانش‌آموزان راهنمایی و دبیرستان ایجاد کرده است.